# Myroxylon pereirae
Myroxylon pereirae es un sinónimo de Myroxylon balsamum.

## Taxonomía
El nombre Myroxylon pereirae fue publicado por Klotzsch en Bonplandia 5(17): 274–275. 1857.